# 스게사와촌
스게사와촌(菅沢村)은 돗토리현 히노군에 있던 촌이다. 현재의 니치난정의 일부에 해당한다.

## 역사
- 1889년 10월 1일 - 정촌제 시행에 의해 히노군 스게사와촌이 성립하였다.
- 1917년 12월 1일 - 인가촌과 합병해 오미야촌이 신설하여 폐지되었다.

## 참고문헌
- 角川日本地名大辞典 31 鳥取県
- 『市町村名変遷辞典』東京堂出版、1990年。